# Scopula eclipes
Scopula eclipes är en fjärilsart som beskrevs av Louis Beethoven Prout 1910. Scopula eclipes ingår i släktet Scopula och familjen mätare. Inga underarter finns listade.